# Washburn Idol Series
Washburn Idol Series es una serie de guitarras eléctricas del fabricante Washburn Guitars.
En 1999 Washburn Guitars modernizó el diseño más "clásico" de las guitarras eléctricas, para adaptarse mejor a los nuevos estilos de música. Esta serie se llamó "Idol", y, junto con las X series, son las series insignias de la compañía, ya que estas dos series (más la Idol que las X) han ganado numerosos premios. Esta serie consta con los más variados accesorios, materiales de gran calidad y por supuesto, gran sonido. A continuación se verá un modelo de serie construido en la Custom Shop.
También se crearon muchos modelos Idol Sgnature, y se creó una serie llamada Idol Artist Series.

## Algunas guitarras

### WI68
Esta guitarra es una de las más importantes de la Idol Series, ya que reúne las características necesarias: buen sonido, se ve bien, y está construida en la Custom Shop.
Especificaciones
- Cubierta de arce AAA.
- Bordes finos.
- Cuerpo de caoba, construcción moderna, corte simple.
- Puente tune-o-matic y Stop-tail.
- Mástil de caoba de una sola pieza, construcción set neck.
- Diapasón Palorrosa.
- Seymour Duncan USA pickups.
- Tone Pros® puente y stoptail.
- "Exclusive" Grover 18:1 de radio (afinadores).
- Buzz Feiten Tuning System™.
- Disponible en barítono.
- Construida en la USA Custom Shop.